# مبارك عبد العزيز الدليمي
مبارك عبد العزيز الدليمي، عضو مجلس الشورى القطري ورئيس هيئة التثمين والمقاييس ومن مؤسسي شركة الملاحة القطرية. ولد مبارك الدليمي في الدوحة بأوائل العقد الثالث من القرن العشرين الميلادي ، بمنطقة النجادة بالعاصمة القطرية الدوحة ، و تلقى علومه في مسجد عبلان ، ثم انتقل للحياة العمالية حيث ركب البحر اسوة بأبناء جيله، وبعد اخفاق نور اللؤلؤ الطبيعي بعد ظهور اللؤلؤ الصناعي، ارتفعت بالمنطقة الشرقية السعودية راية شركة أرامكو السعودية النفطية ، فلتحق بها وبعد خمس أعوام عاد إلى بلاده ليلتحق بشركة النفط القطرية —الإيرانية بمنطقة دخان، ثم انقل للعمل التجاري الحر وانشاء شركة الدليمي التي تخصصه لاحقا بصيانة حقول النفط ، وفي سنة 1957 عين عضوا في المجلس البلدي المحلي ،حيث ساهم في تأسيس هيكله الإداري والتنظيمي، ثم عين بلجنة التبرع الخاصة بالثورة الجزائرية ،ولجنة التبرع الخاصة بهزيمة 1967 م، وساهم بتأسيس  شركة الملاحة القطرية  ، وفي سنة 1972 م عين عضوا في أول مجلس الشورى القطري رسمي بعد الاستقلال وكان من أعضائه الفاعلين، حيث تولى سنة 1973 م لجنة المساندة والدعم للجيش المصري والسوري ، وسنة 1974 م لجنة القانون والتشريع ، وسنة 1975 م لجنة التربية والتعليم ، وفي سنة 1977 م لجنة المالية والاقتصاد ، كم تولى رأسه الهيئة العامة للتثمين والمقاييس ، هذا وعرف الدليمي بشخصيته العصامية الإدارية وعمله المنظم الدؤوب .وقد وافته المنية بتاريخ 8 12 1999 م .